# Claudi Pol·lió
Claudi Pol·lió, en llatí Claudius Pollio, fou un escriptor romà amic i contemporani de Plini el Jove.
Plini esmenta els seus mèrits en una carta dirigida a Tertul·le Cornut, on diu que havia escrit la vida d'un dels seus amics, però el nom està corrupte als manuscrits conservats. Alguns llegeixen Luci Anni Bas (Annius Bassus) i altres Musoni (Musonius) i, encara que hi ha algunes objeccions a aquesta possibilitat, podria ser l'autor de la Memorabilia, o sigui Gai Musoni Ruf que a Suides s'atribueix a Gai Asini Pol·lió, un segle anterior.